# 田ノ口古墳
田ノ口古墳（たのくちこふん、田の口古墳）は、高知県幡多郡黒潮町下田の口にある古墳。高知県指定史跡に指定されている。

## 概要
高知県西部、蠣瀬川左岸の小山丘中腹に築造された古墳である。1907年（明治40年）の開墾の際に発見されたが、盛土・石室が破壊を受けているため全容は詳らかでない。
墳形は明らかでないが、一説に円形ともいわれる。埋葬施設は横穴式石室で、南西方（蠣瀬川対岸の旗山神社の方角）に開口する。ただし羨道は破壊されており、現在は玄室の一部のみを遺存する。玄室は奥行1.63メートル・中央幅1.25メートル・入口幅1.38メートルを測る。出土品としてはメノウ製勾玉・須恵器があったという。以上より、築造時期は古墳時代後期頃と推定される。
古墳域は1953年（昭和28年）に高知県指定史跡に指定された。なお、その指定の際には幡多郡域で唯一の横穴式石室古墳になることが重要視されたが、その後に古津賀古墳（四万十市古津賀）などでも横穴式石室が確認されている。

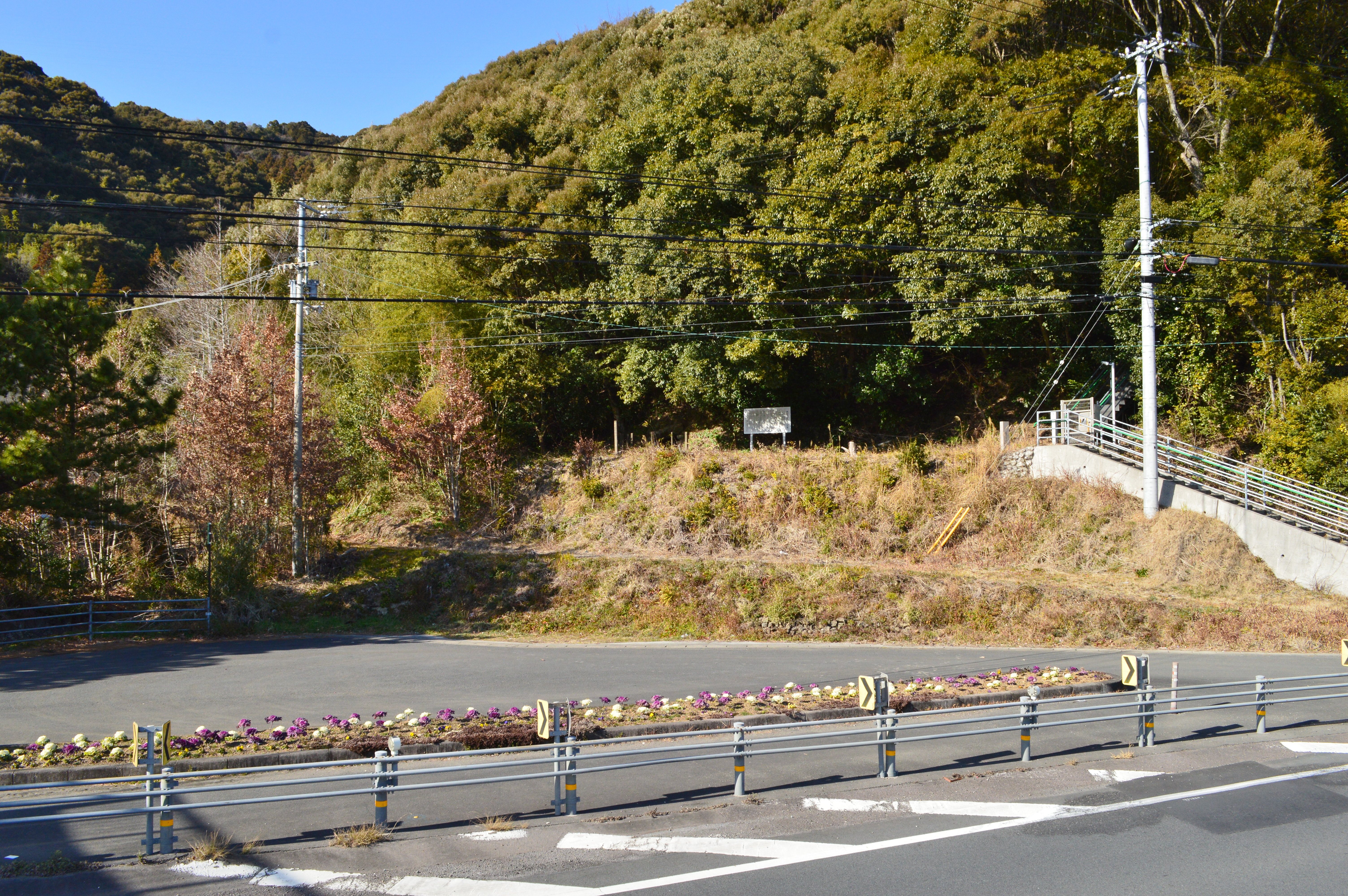
遠景 中央に石室。手前は国道56号、左端には田ノ口小学校が所在。
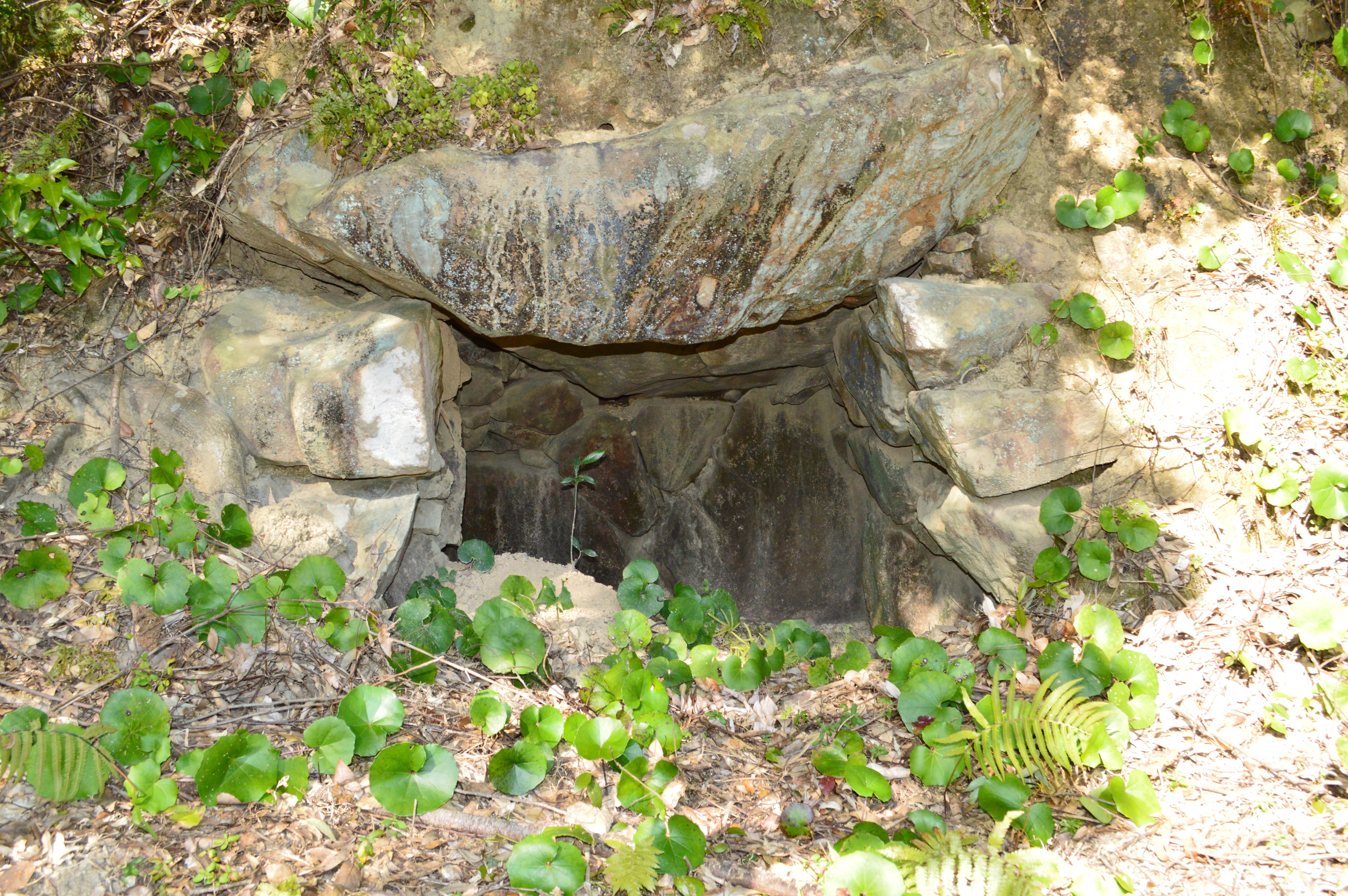
玄室内部

## 文化財

### 高知県指定文化財
- 史跡
  - 田ノ口古墳 - 1953年（昭和28年）1月29日指定[3]。